# LeRoy Collins

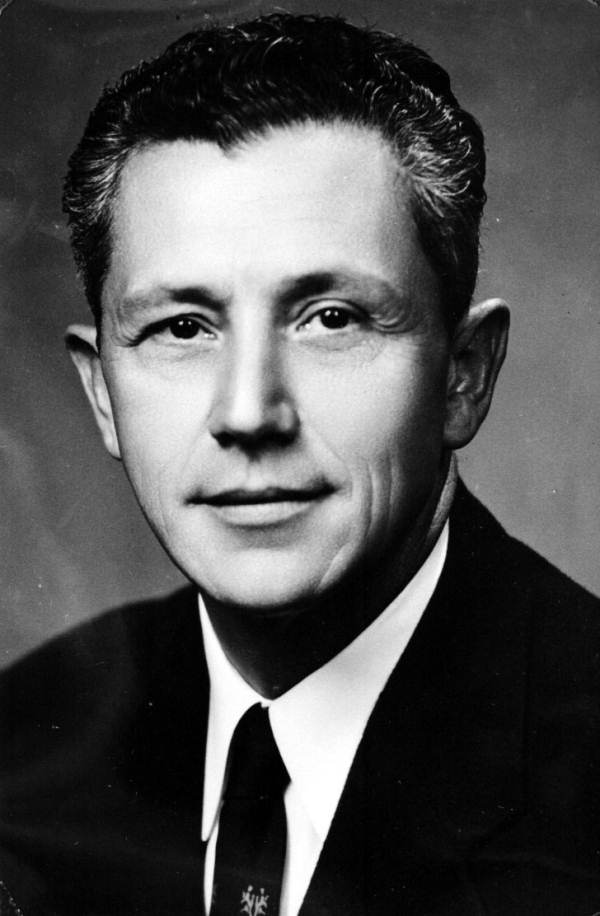
LeRoy Collins

Thomas LeRoy Collins (* 10. März 1909 in Tallahassee, Florida; † 12. März 1991 ebenda) war ein US-amerikanischer Politiker und von 1955 bis 1961 der 33. Gouverneur von Florida.

## Frühe Jahre und politischer Aufstieg
LeRoy Collins besuchte die Leon Highschool in Tallahasse und die Eastman School of Business in New York City. Anschließend studierte er bis 1931 an der Cumberland University in Birmingham, Alabama, Jura. Seit 1935 war Collins politisch aktiv. Zwischen 1935 und 1940 war er als Abgeordneter der Demokratischen Partei im Repräsentantenhaus von Florida. Die folgenden 13 Jahre bis 1953 verbrachte er im Staatssenat. Im Jahr 1954 fanden in Florida außerordentliche Gouverneurswahlen statt, die durch den Tod des 1952 gewählten Gouverneurs Daniel T. McCarty (gestorben am 28. September 1953) notwendig geworden waren. Zwar hatte Senatspräsident Charley Johns verfassungsgemäß die Amtsgeschäfte des Gouverneurs nach dessen Tod übernommen, aber die Verfassung verlangte eine Neuwahl, um den Gouverneur für den Rest von McCartys Amtszeit zu bestimmen. Diese Wahl fand 1954 statt und Collins gelang es, sich innerhalb der Partei gegen Johns durchzusetzen. Er erhielt nicht nur die Nominierung der Partei, sondern er schaffte auch den Wahlsieg. Da er noch keine volle Amtszeit absolviert hatte, durfte er bei Ablauf seiner ersten „halben Amtszeit“ im Jahr 1956 erneut kandidieren und sich für volle vier Jahre zum Gouverneur wählen lassen.

## Gouverneur von Florida
LeRoy Collins Amtszeit währte also insgesamt sechs Jahre vom Januar 1955 bis zum Januar 1961. Das war bis dahin die längste zusammenhängende Amtszeit eines Gouverneurs von Florida gewesen, wenn man von dem Territorialgouverneur William Pope Duval absieht, der zwischen 1822 und 1834 zwölf Jahre amtiert hatte. Als Gouverneur förderte er die Bildungspolitik und dabei insbesondere das öffentliche Schulsystem. Er unterstützte sowohl die Industrie als auch die Landwirtschaft seines Landes und er förderte den Tourismus, der zunehmend eine wichtige Einnahmequelle darstellte. Während es in diesen Jahren in vielen Südstaaten der Vereinigten Staaten zu Rassenausschreitungen im Zusammenhang mit der Bürgerrechtsbewegung kam, blieb die Lage in Florida, bis auf wenige Ausnahmen, weitgehend entspannt. Das vor allem an der moderaten Einstellung des Gouverneurs zu der Rassenfrage jener Tage. Collins war auch Vorsitzender der Nationalen Gouverneursvereinigung und der Vereinigung der Gouverneure der Südstaaten.

## Weiterer Lebenslauf
Nach dem Ende seiner Amtszeit im Januar 1961 blieb er politisch aktiv. In den folgenden Jahren nahm er einige Ämter der Bundesregierung in Washington an. So war er z. B. 1965 bis 1966 stellvertretender US-Handelsminister unter Präsident Lyndon B. Johnson. Zwischenzeitlich wurde er Teilhaber einer Anwaltskanzlei in Tampa und im Jahr 1968 kandidierte er erfolglos für einen Sitz im US-Senat. Danach zog er sich aus der Politik zurück. Er starb im März 1991. LeRoy Collis war mit Mary Call Darby verheiratet, mit der er vier Kinder hatte.